# Hyprland
Hyprland és un servidor gràfic de finestres (compositor) dinàmic en mosaic per a Wayland, que ofereix animacions fluides, finestres en mosaic dinàmic i cantonades arrodonides, utilitza la biblioteca wlroots, així com ho fa Sway, està escrit en C++, i té com a objectiu brindar una experiència agradable.
Admet múltiples dissenys, efectes sofisticats, té un model de comunicació entre processos (IPC) molt flexible que permet una gran quantitat de personalització, un poderós sistema de complements i més.
L'ús general i la configuració, que es realitza sobre un arxiu hyprland.conf, estan completament documentats al Wiki de Hyprland.

## Característiques
- Mosaic Dinàmic: El mosaic a Hyprland és dinàmic, el que significa que maneja la ubicació de les finestres automàticament en funció de múltiples factors. Hyprland admet una varietat de dissenys, cadascun amb les seves pròpies opcions per ser ajustar-los.[6][7]
- Fàcil Configuració: Per configurar Hyprland només cal editar un document de text.[8]
- Base de codi fàcilment ampliable i llegible
- Suport de complements
- Configuració recarregada instantàniament en desar
- Animacions personalitzades basades en corbes Bezier: Animacions suaus: Hyprland ofereix animacions fluides i receptives, ja sigui en canviar de finestra, canviar un espai de treball o obrir un iniciador d'aplicacions.[9]
- Desenfocament de doble Kawase (Dual-Kawase Blur) en finestres transparents.[10]
- Cantonades arrodonides
- Vores degradades
- Espais de treball totalment dinàmics
- Segueix de prop wlroots-git
- Combinacions de tecles globals passades a les aplicacions d'elecció
- Molta personalització
- wlroots incloses
- Fos d'entrada/sortida de finestra/capa
- Mosaic/pseudomosaic/finestres flotants/de pantalla completa
- Canvi d'espais de treball entre modes de finestra sobre la marxa
- Espais de treball especials (scratchpads)
- Regles de finestra/monitor
- Basat en socket IPC
- Compatibilitat amb el protocol d'espais de treball wlr_ext
- Sistema d'esdeveniments per a scripts bash
- Seguiment complet de danys
- Suport de molles
- Suport de tauleta de dibuix IME nadiu + compatibilitat amb panells d'entrada

## Estructura de configuració
```
└── hypr : Directori de configuració de Hyprland
├── foot : Configuració del Terminal
├── mako : Configuració del dimoni de notificació
│ └── icons : Icones de notificació
├── rofi : Fitxers de configuració de Rofi
├── scripts : Diversos scripts per a la funcionalitat
├── wallpapers : Fons de pantalla
├── waybar : Configuració de la barra d'estat
├── wlogout : Configuració de tancament de sessió (wlogout)
│ └── icons : Icones de sessió
├── wofi : Configuració del llançador
├── hyprland.conf : Arxiu de configuració de Hyprland
└── hyprtheme.conf : Arxiu de colors i elements temàtics
```